# Succisa lacerifolia
Succisa lacerifolia är en tvåhjärtbladig växtart som först beskrevs av Bunzo Hayata, och fick sitt nu gällande namn av R. Verlaque. Succisa lacerifolia ingår i släktet ängsväddar, och familjen Dipsacaceae. Inga underarter finns listade i Catalogue of Life.